# Tommaso D'Orsogna
Tommaso William D'Orsogna (Perth, 29 de dezembro de 1990) é um nadador australiano que conquistou uma medalha de bronze nos Jogos Olímpicos de Londres de 2012 na prova do revezamento 4x100 metros medley. Ele estuda na Australian National University.